# 2 Kehilat Venezia
2 Kehilat Venezia – mieszkalny drapacz chmur w osiedlu Ne’ot Afeka, w mieście Tel Awiw w Izraelu.
Budynek powstał z przeznaczeniem pod apartamenty mieszkaniowe.

## Dane techniczne
Wieżowiec ma 19 kondygnacji. Przy wieżowcu znajduje się parking.
Tuż przy nim znajdują się mniejsze wieżowce: 14 Kehilat Saloniki o 13 piętrach oraz 10 Kehilat Saloniki o 12 piętrach.